# Benthalbella infans
Benthalbella infans – gatunek ryby głębinowej z rodziny Scopelarchidae.
Osobniki tego gatunku osiągają 13,8 cm standardowej długości. Są rybami batypelagicznymi, o pionowym zakresie występowania 0–4740 m, zazwyczaj poniżej 500 m. Spotykane we wszystkich oceanach. Dorosłe są drapieżne, polują na inne ryby. Larwy planktoniczne.
Tak jak inni przedstawiciele rodziny Scopelarchidae, B. infans ma charakterystyczne teleskopowe oczy. Część oka tworząca skierowany do góry „obiektyw” powstała z przekształconej rogówki.
Posiada zdolność bioluminescencji.